# Toxolasma cylindrellus
Toxolasma cylindrellus är en musselart som först beskrevs av I. Lea 1868.  Toxolasma cylindrellus ingår i släktet Toxolasma och familjen målarmusslor. IUCN kategoriserar arten globalt som akut hotad. Inga underarter finns listade i Catalogue of Life.